# Finanzamt Gelsenkirchen-Süd

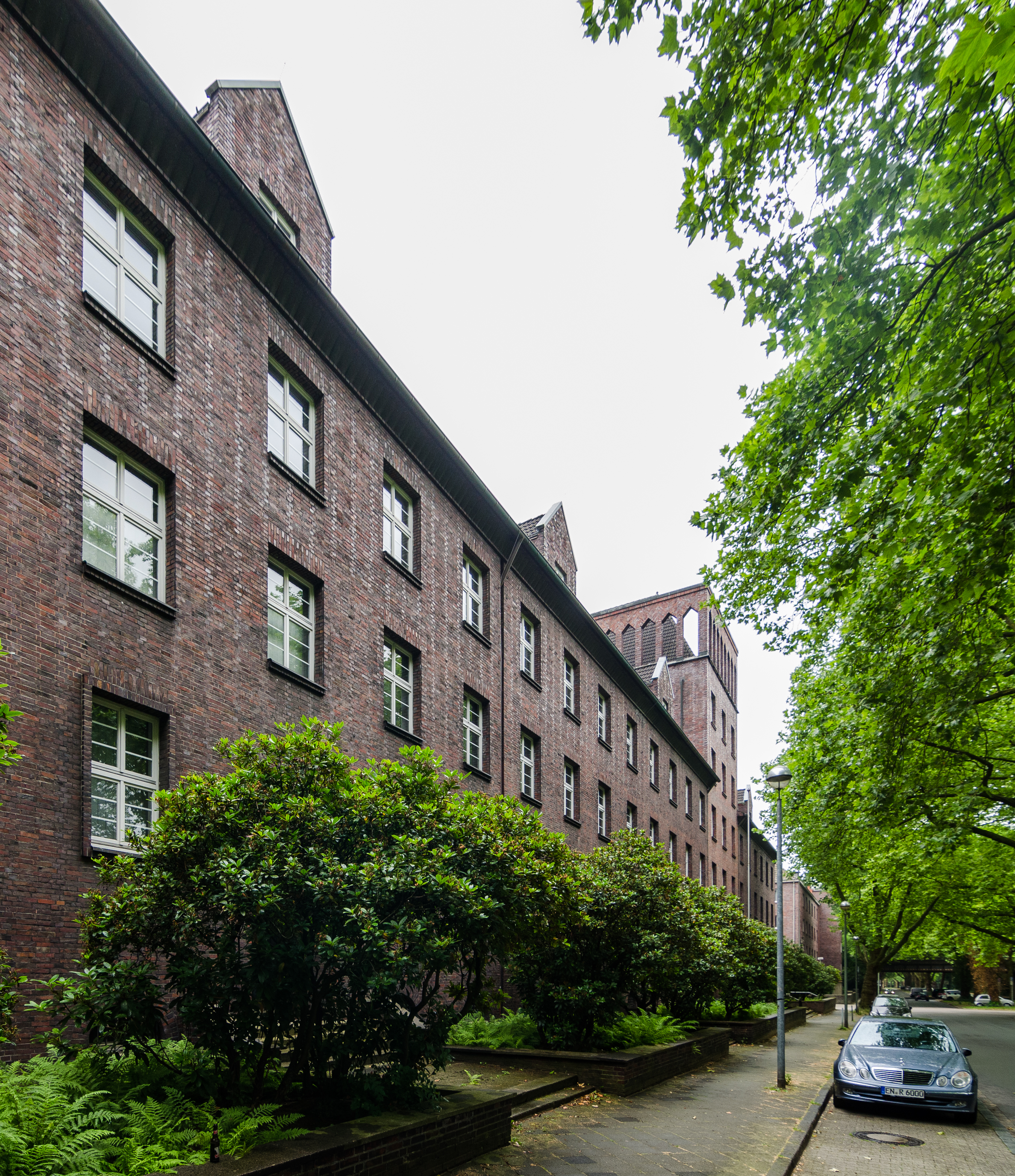
Fassade an der Zeppelinallee

Das Finanzamt Gelsenkirchen-Süd ist ein ehemaliges Finanzamt in Gelsenkirchen. 2011 ordnete der nordrhein-westfälische Finanzministers Norbert Walter-Borjans die Zusammenlegung mit dem Finanzamt Gelsenkirchen-Nord an. Es wurde im Mai 2015 mit der Eröffnung des neuen Finanzamtes Gelsenkirchen an der Ludwig-Erhard-Straße geschlossen.
Das Finanzamt Gelsenkirchen-Süd war im Verwaltungsgebäude an der Zeppelinallee 9–13 in der südlichen Altstadt untergebracht. Es ist eines der städtischen Beispiele des Backsteinexpressionismus und steht unter Denkmalschutz.

## Verwaltungsgebäude an der Zeppelinallee
Das Verwaltungsgebäude wurde von Alfred Reischig, Architekt des Reichsbauamtes Dortmund, im Auftrag der Oberfinanzdirektion Münster entworfen und zwischen 1928 und 1929 als „Finanz- und Zollamt Gelsenkirchen“ in spätexpressionistischen Formen erbaut. Es handelt sich um dreigeschossigen, langgestreckten, blockhaften Baukörper in Backstein mit 23 Achsen unter einem Walmdach. Das Gebäude ist gleichmäßig gerastert, wovon der asymmetrisch nach rechts versetzte fünfgeschossige, dreiachsige Turm abweicht. Im Erdgeschoss des Turmes befindet sich der durch ein Gewölbe leicht zurückversetzte Haupteingang in Form einer Loggia. Diese wird von Sandsteinsäulen, die mit Kapitellen mit Tierdarstellungen verziert sind, getragen und ist über eine Freitreppe erreichbar. Der Turmaufsatz wurde als Arkadenreihe mit offenen Spitzbögen vor einem Walmdach gestaltet, der an das Wilhelm-Marx-Haus in Düsseldorf des Architekten Wilhelm Kreis angelehnt ist. An der Wittekindstraße 18 befindet sich südlich ein orthogonaler Anbau des Finanzamtes.
Das benachbarte Gebäude Zeppelinallee 15–17 wurde von den Formen an das Finanzamt Gelsenkirchen-Süd angelehnt. Der Unternehmer Stallmann orientierte sich im Baustil und -material am Verwaltungsgebäude und verzierte es zusätzlich mit einer Figur, die einen „auf den Hund gekommenen“ Mann mit leeren Hosentaschen zeigt.
Das Verwaltungsgebäude wurde am 14. September 1984 unter der Nummer 9 als Baudenkmal in die Denkmalliste der Stadt Gelsenkirchen eingetragen. Nach dem Auszug des Finanzamtes Süd stand es ab Mai 2015 leer, bis das Referat „Kinder, Jugend und Familien“ der Stadt Gelsenkirchen einzog.